# Шіна Тоста
Шіна Тоста  (англ. Sheena Tosta, при народженні Джонсон (Johnson), 1 жовтня 1982) — американська легкоатлетка, олімпійська медалістка.

## Виступи на Олімпіадах
| Олімпіада  | Дисципліна                    | Місце |
| ---------- | ----------------------------- | ----- |
| Афіни 2004 | біг на 400 метрів з бар'єрами | 4     |
| Пекін 2008 | біг на 400 метрів з бар'єрами | 2     |